# Brożajcie
Brożajcie (deutsch Broszaitschen, 1938–1945 Brosen) ist ein Ort in der polnischen Woiwodschaft Ermland-Masuren, der zur Landgemeinde Banie Mazurskie (Benkheim) im Powiat Gołdapski (Kreis Goldap) gehört.

## Geographische Lage
Brożajcie liegt in einer Schleife der Angerapp (polnisch Węgorapa) am Nordrand des Skallischer Forsts (auch Altheider Forst, polnisch Lasy Skaliskie) im Nordosten der Woiwodschaft Ermland-Masuren. Hier fließt der von Miczuły (Mitschullen, 1938–1945 Rochau) ausgehende Broszaitsche Kanal (polnisch Kanał Brożajcki) wieder in die Angerapp. Das Dorf liegt 20 Kilometer westlich der Kreisstadt Gołdap (Goldap) und elf Kilometer südlich der jetzt auf russischem Staatsgebiet gelegenen einstigen Kreisstadt Darkehmen (1938–1945 Angerapp, russisch Osjorsk).

## Geschichte
Das um 1557 Uschkrysche, nach 1558 Uskrisay, dann bis 1938 Broszaitschen genannte ehemalige Gutsdorf kam vor 1908 in den Amtsbezirk Skallischen, der – 1939 in Amtsbezirk Altheide umbenannt – bis 1945 bestand und zum Kreis Darkehmen (1939–1945 Landkreis Angerapp genannt) im Regierungsbezirk Gumbinnen der preußischen Provinz Ostpreußen gehörte.
Im Jahre 1910 zählte der Gutsbezirk Broszaitschen 44 Einwohner. Am 30. September 1928 wurde er unter Aufgabe seiner Eigenständigkeit in die Landgemeinde Skallischen (1938–1945 Altheide) eingemeindet. Am 3. Juni (amtlich bestätigt am 16. Juli) 1938 schließlich wurde Broszaitschen umbenannt in Brosen.
Im Jahr 1945 kam der Ort in Kriegsfolge mit dem südlichen Ostpreußen zu Polen und trägt seitdem die polnische Namensform Brożajcie. Heute ist er eine kleine Ortschaft im Verbund der Landgemeinde Banie Mazurskie im Powiat Gołdapski, vor 1998 der Woiwodschaft Suwałki, seither der Woiwodschaft Ermland-Masuren zugehörig.

## Religionen
Broszaitschen war vor 1945 in die evangelische Kirche Szabienen/Schabienen (polnisch Żabin) in der Kirchenprovinz Ostpreußen der Evangelischen Kirche der Altpreußischen Union bzw. in die katholische Pfarrei in Gołdap im Bistum Ermland eingepfarrt. Heute ist Brożajcie ein Teil der katholischen Pfarrei in Żabin im Dekanat Gołdap im Bistum Ełk (Lyck) der Römisch-katholischen Kirche in Polen bzw. der evangelischen Kirche in Gołdap, einer Filialkirche von Suwałki in der Diözese Masuren der Evangelisch-Augsburgischen Kirche in Polen.

## Mit dem Ort verbunden
- Emil Victor von Sperber (1848–1903), preußischer Rittergutsbesitzer, ab 1872 auf Broszaitschen, Mitglied des Deutschen Reichstags

## Verkehr
Brożajcie liegt an einer Landwegverbindung, die von Budzewo (Groß Sawadden, 1938–1945 Groß Budschen) durch den Lasy Skaliskie (Skallischer Forst) über Skalisze (Skallischen, 1938–1945 Altheide) – beide Orte in der Gmina Budry gelegen – nach Mieduniszki Wielkie (Groß Medunischken, 1938–1945 Großmedien) in der Gmina Banie Mazurskie (Benkheim) verläuft. Eine Bahnanbindung besteht nicht.